# Soliskowy Stawek
Soliskowy Stawek (słow. Soliskové pliesko) – mały stawek położony na wysokości ok. 2080 m n.p.m. w Dolinie Furkotnej, w słowackiej części Tatr Wysokich. Znajduje się na północ, w odległości ok. 100 m od Niżniego Wielkiego Furkotnego Stawu, natomiast ok. 300 m na północ od niego leży Wyżni Wielki Furkotny Staw, który znajduje się nieco wyżej. Soliskowy Stawek nie jest dokładnie pomierzony.
Soliskowy Stawek znajduje się na tym samym piętrze Doliny Furkotnej co Niżni Wielki Furkotny Staw, przepływa przez niego Furkotny Potok, który wypływa z Wyżniego Wielkiego Furkotnego Stawu. Nieco na północ od niego leży Soliskowe Oko – dużo mniejszy stawek położony na wysokości ok. 2100 m. Soliskowy Stawek ma podłużny kształt, można go zobaczyć z żółto znakowanej ścieżki wiodącej z Bystrej Ławki dnem Doliny Furkotnej.